# Álvaro de Bazán el Viejo
Álvaro de Bazán y Solís, llamado "el Viejo" (1506-1558) fue un almirante y armador español. Fue I señor del Viso y II señor de Fonelas y Gorafe, Comendador de Castroverde en la Orden de Santiago, y capitán general de las Galeras de España.
Comandante de gran éxito, impulsó el desarrollo de galeones y galeazas, y contribuyó a desarrollar las flotas hispánicas para enfrentarse a la armada otomana, además de a las futuras amenazas extranjeras en el Atlántico. Junto con su rival genovés Andrea Doria, fue el mayor naviero del rey Carlos I de España y V de Alemania. Su hijo y nieto del mismo nombre llevarían igualmente la armada española de los Austrias a su máximo esplendor.

## Familia
Hijo de Álvaro de Bazán y Ulloa, I señor de Fonelas y Gorafe (m. 20 de diciembre de 1491), hijo segundogénito de los señores del valle del Baztán en Navarra y I vizcondes de Palacios de la Valduerna, y de su esposa María de Solís, hija de Hernán Gómez de Solís, alcalde mayor de Badajoz. Fueron sus hermanas Isabel de Bazán, esposa de Fadrique de Acuña, V conde de Buendía, y Mencía de Bazán, esposa de Juan de la Cueva, señor de Solera.

## Biografía
Bazán comenzó su carrera para el bando real en la guerra de las Comunidades, en cuya Jornada de Fuenterrabía participó distinguidamente al mando de 200 leales y 10.000 soldados otorgados. Al término de la guerra, ya en 1526, ocupó el puesto de Capitán General de las Galeras de España tras la muerte por epidemia de su predecesor Juan de Velasco. Experimentado armador, bajo su mando se llevó a cabo un campaña de construcción de galeras, trasladando personal cualificado a Barcelona y construyendo allí 50 nuevas galeras al mando del capitán Rodrigo de Portuondo, para nutrir la armada con la que el rey Carlos I de España y V del Sacro Imperio Romano Germánico acudiría a Roma para ser coronado por el Papa.
En abril de 1528, durante la guerra de la Liga de Cognac, una flotilla improvisada del Nápoles español al mando de Hugo de Moncada fue derrotada por la armada franco-genovesa de Filippino Doria, sobrino del almirante Andrea Doria. Tras la batalla, negociaciones entre Doria y sus rehenes concluyeron con la flota genovesa cambiando de bando y uniéndose decisivamente a Carlos I, nombrándose a Andrea gran almirante imperial. Bazán pronto se convertiría en el segundo hombre de la flota de Carlos.

### Guerra contra el turco
En 1529, el gran corsario Jeireddín Barbarroja había tomado el Peñón de Argel español, convirtiéndolo en una base de la piratería berberisca. Meses después Portuondo, capitán general de Granada, cayó inesperadamente en la batalla de Formentera contra el lugarteniente de Barbarroja, Aydin Reis, por lo que Bazán recibió la capitanía granadina. En agosto de 1531, Bazán atacó la plaza de One, otro de los puertos de Barbarroja. Aliándose con el rey de la cercana Tremecén, Bazán arribó con diez galeras y desembarcó con 2000 soldados, tomando Hunaín con facilidad y haciéndose con 1000 prisioneros. Con el botín de esta y las anteriores correrías incrementó su escuadra hasta 15 velas. La presencia de Bazán disuadía a los berberiscos Aydin y Sinan Reis de actuar libremente en aguas hispanas, incluso aunque no fuera posible acabar con todos ellos.
En mayo de 1533, el sultán otomano Solimán envió una flota de 110 embarcaciones al mando de Lutfi Bajá para recuperar Corón, que Doria había tomado un año atrás mientras castigaba el Peloponeso otomano. Por ello, Bazán preparó 12 galeras construidas por él para una flota de rescate de Doria en Mesina, a la que sin embargo no llegó a unirse, posiblemente por un cambio de órdenes que le dejó vigilante de la flota francesa de Marsella. Bajo el mando del veterano genovés, sin embargo, los imperiales fueron victoriosos en levantar el sitio pese a la inferioridad numérica. El mismo año, Bazán derrotó al capitán moro Jabán Arráez, que fue contra él al mando de dos galeras y seis galeotas.
En 1535 Bazán sirvió como segundo de Doria en la flota cristiana durante la Jornada de Túnez. Siéndole ordenado por Carlos I reconocer las defensas de La Goleta, Bazán llevó a cabo una mañosa estrategia, fingiendo que una de sus galeras había sido tomada por sus galeotes musulmanes y haciendo que las demás la persiguiesen teatralmente hasta el puerto, donde los tunecinos la dejaron con alegría. Hechas las averiguaciones, Bazán entonces descargó toda su artillería contra el puerto, sembrando el caos antes de escapar. También a él se le encomendó encabezar el asalto anfibio contra La Goleta, que tomó al mando de la infantería, aunque salvando su vida por poco cuando una bala de arcabuz le hirió en la nariz.
Aunque casi toda su flota fue capturada, Barbarroja logró escapar a Bona. Siendo el segundo al mando de la flota, Bazán debería haber recibido el cargo de perseguirle, pero en el último momento Doria se lo otorgó a sus parientes Giannettino Doria y Adamo Centurione, los cuales, al toparse con Barbarroja en igualdad de fuerzas en Bona, no se atrevieron a acometerle, sino que regresaron. El propio Andrea reanudó la persecución con refuerzos, pero para entonces el turco ya había escapado a Argel, que no pudo tomarse a causa del fin de la campaña por el clima de otoño. Bazán quedó tan defraudado con haberse perdido tal oportunidad, que, al verse además influido por incesantes problemas burocráticos en sus contratos navales, decidió abandonar la capitanía tan pronto como le fuera posible.

### Guerra Italiana de 1536-1538
En 1536 comenzó una nueva guerra italiana contra Francia y el imperio otomano por causa de la muerte de Francisco I Sforza, por la que se legó el valioso Milanesado a Felipe, príncipe de Asturias. Doria, Bazán y Berenguer de Requesens capturaron ciudades por toda la Riviera Francesa, como Antibes, Tolón, Grasse y Castellane, frenando sólo en Marsella, demasiado bien defendida. En octubre, Bazán y su flota de 25 galeras, siendo parte de ella diez de la escuadra de Sicilia al mando del corrupto Berenguel de Olmos, se encontraron a la altura de Colibre con una flota franco-otomana de 28 galeras y galeotas al mando de Careor y el argelino Alí. Los franco-otomanos huyeron tan pronto como les vieron, aunque Bazán pudo capturar su galeota capitana.
A principios de 1537, no teniendo órdenes de Carlos que cumplir, y molesto por acusaciones de haber malversado fondos, Bazán abandonó el mando como tenía planeado, enviando una carta al emperador en la que pedía ser relevado al no poder dimitir él mismo por cuestión de principios. Siendo requerido entonces en Génova, la emperatriz Isabel trató de hacerle volver Gibraltar, donde Bazán se había establecido para construir galeras y administrar la guarda de la costa, pero él se negó, por lo que Isabel le destituyó. Tras hacerle otros tantos requiebros inútiles, Carlos finalmente aceptó sus deseos y le permitió retirarse, reemplazándole por Bernardino de Mendoza, aunque concediéndole un contrato o asiento para guardar las costas mediterráneas con 15 galeras de su propiedad.
Pasó cumpliendo con su tarea la mayor parte de 1538, en cuyo mes de junio terminó la guerra con la Tregua de Niza. En 1539 Carlos vendió a don Álvaro las villas del Viso del Marqués y Santa Cruz de Mudela, donde su hijo haría construir un hermoso palacio renacentista, que se convertiría en la residencia de sus descendientes (actualmente es la sede del Archivo General de la Marina). También en 1539 Bazán firmó un nuevo asiento, aunque esta vez sólo con dos galeras privadas.
Al año próximo, el renegado y corsario argelino Alí Hamet atacó y saqueó atrevidamente el puerto de la fortaleza española de Gibraltar, que administraban Bazán y su hijo, aunque ausentes en aquel momento. La expedición incluía además a Caramaní, otro corsario al que Bazán había capturado y puesto al remo durante años, pero que había escapado robando una galera construida por Bazán, la Leona, con ayuda de rebeldes moriscos en Cartagena. No tuvieron oportunidad de ir muy lejos, sin embargo, ya que Bernardino de Mendoza los interceptó y derrotó en la batalla de la isla de Alborán. A pesar del disturbio contra sus dominios, Bazán estaba ya más interesado en el teatro atlántico, intuyendo que los mayores enemigos y combates estarían al norte y no al sur.

### Carrera en la costa atlántica
Bazán obtuvo en 1540 otro asiento para la guarda del Mar de Poniente, refiriéndose a las costas atlánticas de España y la vital ruta de Indias. Para elló inició la fabricación de gruesos galeones y galeazas de su invención, con toda clase de mejoras marítimas, que alcanzaron un enorme prestigio. Investigó sobre todo cómo aunar la artillería pesada de los buques de vela con la maniobrabilidad y propulsión de los buques a remo, que permitían dar caza a naves de vela en ausencia de viento, además de cómo combinar grandes y poderosos tonelajes con diseños versátiles y rápidos, sin caer en la lentitud y la farragosidad de las mayores carracas que países como Francia, Inglaterra y Venecia construían. Las galeazas atlánticas o cantábricas construidas por Bazán, diseñadas como veleros ayudados de remos, no deben confundirse con las galeazas mediterráneas venecianas, ingenios muchos más lentos y pesados diseñados para el Mediterráneo, basados en el remo sobre la vela.
Formó su escuadra privada con naves construidas por él en Vizcaya, entre las que se contaban la galeaza Santa María de 800 toneladas, la Santa María Magdalena de 1200 y los galeones San Pedro y San Pablo de 600 y 700 toneladas respectivamente, además de cuatro chalupas menores. Los cuatros navíos principales, que aventajaban por completo a las naves de 200-500 toneladas típicas de la época, cargaban alrededor de 100 piezas de artillería cada uno. Su éxito contra los corsarios extranjeros fue notable, provocando desbandadas de éstos cada vez que eran avistados.
Además de estas gestiones, Bazán volvió momentáneamente al Mediterráneo en 1541 como refuerzos para Carlos V y Andrea Doria, que habían quedado refugiados en Bugía con parte de la flota imperial tras el fiasco climático de la fallida Jornada de Argel.
En 1543, comenzada ya la Guerra italiana de 1542-1546, Carlos I tuvo la oportunidad de desagraviar a Bazán, y al mismo tiempo recompensarle por sus amplios servicios, exonerándole de acusaciones pasadas y dándole el nuevo cargo de Capitán General del Mar Océano, con bases en Guipúzcoa, Vizcaya y las Cuatro Villas. Las bases del norte resultaban de suma importancia, hasta el punto de que sólo el año antes, los corsarios vizcaínos de España habían tomado no menos de 25 naos francesas al quebrarse la paz. La primera orden de Bazán fue la de transportar en verano al tercio de Pedro de Guzmán a Flandes, y reunir así mismo una armada con la que defender de los franceses el norte de la península. El veterano marino cumplió ambas con presteza, armando 40 naos de hasta 500 toneladas para enviar a Guzmán en 15 de ellas en junio, y dejando otras 25 naves a su propio mando.
Por estas fechas, Francia comenzaba a concentrar fuerzas navales en el Atlántico, necesarias para combatir simultáneamente contra España e Inglaterra. En julio salieron Bayona 30 naves al mando del famoso Jean de Clamorgan, que comenzó a hacer presas entre los mercantes vizcaínos. La flota francesa pasó ante Laredo, donde Bazán estaba aderezando la suya, y tan pronto como terminó con 15 barcos salió el español en su persecución. Halló a Clamorgan en Finisterre tras saquear Galicia y, sin arredrarse ante la inferioridad numérica, le atacó y derrotó en la llamada batalla de Muros. La flota francesa fue capturada al completo, a excepción del buque insignia, que Bazán hundió, y de otra nave, que logró huir.
Para 1545, Francia había reunido en El Havre una armada de más de 250 naves para invadir Inglaterra. Sin embargo, muchas de estas naves se perdieron por mala administración, máxime de ellas la nave insignia de 800 toneladas Philippe o Carraçon, que ardió al incendiarse por una fiesta a bordo, y la proyectada invasión de Inglaterra acabó fracasando tras ser repelida en el Solent. En contraste, las armadas vascas organizadas por Bazán tenían un éxito clamoroso, informándose de que en los diez años venideros, los 300-350 buques corsarios fletados desde su costa tomarían hasta 1400 navíos enemigos, tanto militares como civiles, diezmando con estos últimos el comercio y las pesquerías francesas de Terranova.

### Últimos servicios
En 1548 Bazán concibió una serie de propuestas para mejorar el sistema de la Flota de Indias, primera de las cuales era sustituir las flotas por 20 galeazas de 200 toneladas diseñadas por él, "bastardas de galera y galeón" para utilizar remos como ayuda a la maniobra, que harían cinco viajes de cuatro en cuatro. No encontró ningún respaldo, ya que existía escepticismo hacia la adecuación de las galeazas para un viaje atlántico, y se temía así mismo que el contrato diera a Bazán un imponente monopolio comercial y naviero a expensas del Consejo de Indias, la Casa de Contratación y todos los demás implicados. Un proyecto mejorado en base a las críticas, de 12 galeazas de 400 toneladas, pero que aseguraba que no calarían más que una de 300, tampoco logró suficiente acogida, ni otro más conservador que las reemplazaba por 12 galeones.
La cuarta y última propuesta de Bazán, en octubre de 1549, fue un sistema de tres galeazas y seis galeones "afragatados" también de su cuño, que realizarían tres armadas anuales a la cabeza de otras naves de carga. Este proyecto sí fue aceptado y asentó a Bazán en un contrato naviero por 15 años desde 1550,  pero la oposición de la Casa de Contratación y otros intereses económicos provocó un litigio. La corte falló a favor de Bazán, pero con las complicaciones parece que el asiento se deshizo en un año. Bazán acabó destinando sus galeazas a escoltar las nuevas flotas, aunque con notable éxito, hasta el punto de que serían consideradas los mejores navíos vistos en su tiempo.
En 1554 formó parte de la flota que debía llevar al príncipe Felipe a Inglaterra con su esposa la reina María I. Además de sus ya conocidas Santa María y Magdalena, Bazan había preparado una rica galeaza en la que viajaría Felipe, pero María I había enviado también una nao real al uso, y para no agraviar ni al almirante ni a la reina se decidió tomar una tercera, con Bazán acompañando al príncipe en ella. Desde ese año y hasta su muerte en 1558 custodió las costas españolas y americanas contra posibles ataques, capturando numerosos bajeles enemigos. En esto le acompañó su hijo, Álvaro de Bazán el Mozo, quien comenzaba su propia carrera. La renovación de la flota de Indias, la eterna preocupación de Bazán, la llevaría a cabo en 1561 Pedro Menéndez de Avilés, que construyó una exitosa flota de escolta de 12 galeones agalerados de tamaño medio.

## Descendencia
Se casó con Ana de Guzmán, hija de los I condes de Teba, y fue padre de Álvaro de Bazán y Guzmán, I marqués de Santa Cruz, II señor del Viso y I señor de Valdepeñas, que superó en fama a su progenitor.
También fue padre de otros seis hijos más: Juan de Bazán, militar que murió durante la conquista del Peñón de Vélez de la Gomera; María de Bazán, esposa de Juan de Benavides, IV Señor de Jabalquinto (padres del I marqués de Jabalquinto); Alonso de Bazán y Guzmán, marino ilustre del siglo XVI; Diego de Bazán; Brianda de Bazán, esposa de Rodrigo Ponce, señor de la Torre; e Isabel de Bazán, esposa de Juan de Benavides.